# Апоян, Шушаник Арутюновна
Шушани́к Арутю́новна Апоя́н (арм. Շուշանիկ Հարությունի Ափոյան; 17 октября 1923, Ереван — 9 октября 2015, там же) — армянский музыковед

, пианистка и музыкальный педагог. Профессор Ереванской государственной консерватории имени Комитаса (1987). Член Союза композиторов СССР с 1960 года.
Шушаник Арутюновна Апоян — основатель исследований истории и теории армянского фортепианного искусства. Она известна своими исследованиями в области фортепианной педагогики и методики обучения игре на фортепиано, музыкального образования и воспитания, фортепианного искусства армянских композиторов, исполнительского искусства. Является автором более ста научных и методических трудов, в том числе шестнадцати монографий. В 1980 году основала кафедру истории и теории исполнительского искусства Ереванской государственной консерватории.

## Биография
Шушаник Арутюновна Апоян родилась 17 октября 1923 года в Ереване.
Окончила Ереванскую музыкальную школу имени А. Спендиарова. В 1947 году окончила Ереванскую государственную консерваторию по классу фортепиано Роберта Xристофоровича Андриасяна, в 1948 году — историко-теоретический факультет по классу Георгия Григорьевича Тигранова. Прошла аспирантское обучение в Институте искусств Академии наук Армянской ССР (1949—1952) и в Ленинградской государственной консерватории имени Н. А. Римского-Корсакова (1953—1955) под руководством профессора Льва Ароновича Баренбойма.
В 1947—1953 и 1955—1980 годах Шушаник Апоян преподавала фортепиано в Ереванской музыкальной профессиональной школе имени П. И. Чайковского. В 1953—1955 годах преподавала фортепиано в Ленинградской музыкальной школе имени Н. А. Римского-Корсакова, а в 1955—1962 годах преподавала методику обучения игре на фортепиано в Ереванском музыкальном училище имени Р. О. Меликяна.
С 1960 года член Союза композиторов СССР. В 1961 году защитила диссертацию на соискание ученой степени кандидата искусствоведения на тему «Армянская фортепианная музыка».
Шушаник Апоян с 1957 года в Ереванской государственной консерватории вела курс истории и теории пианизма, с 1962 года также курс методики обучения игре на фортепиано, с 1970 года доцент, с 1987 года — профессор. В течение многих лет Апоян руководила отделом педагогической практики консерватории. В 1980—1990 годах являлась заведующей кафедрой истории и теории исполнительского искусства Ереванской государственной консерватории, которую организовала на базе существующей до этого секции при кафедре специального фортепиано. В 2006—2015 годах являлась профессором-консультантом Ереванской государственной консерватории.
Шушаник Арутюновна Апоян — автор нескольких монографий и многочисленных научных статей. Она участвовала и имела выступления на разных конференциях в Ленинграде, в Москве, в Тбилиси и в Ереване. Составила сборник педагогических фортепианных пьес армянских композиторов (совместно с Ш. О. Бабаян, Ереван, 1983) и сборник детских пьес армянских композиторов (совместно с Е. А. Абаджян, Москва, 1972).
Шушаник Арутюновна Апоян скончалась 9 октября 2015 года в Ереване, на 92-м году жизни.

## Основные труды
Шушаник Арутюновна Апоян является первым исследователем истории и теории армянского фортепианного искусства. По словам доктора искусствоведения, профессора Светланы Саркисян: «Авторитетный музыковед, глубокий знаток истории и теории фортепианного искусства, Шушаник Арутюновна Апоян стояла у истоков формирования этой области в армянском музыкознании. Именно благодаря её многолетним исследованиям фортепианная культура Армении стала восприниматься как целостное и значимое явление».
Свою музыковедческую деятельность Апоян начала с 1948 года, изучая пути становления и развития армянской фортепианной музыки. Особо примечательным является исследование вопроса о первом появлении фортепиано в Армении, сделанное в этот период. Апоян ездила по городам и деревням Армении, собирая сведения о предыстории армянского фортепианного искусства. Благодаря её исследованию стало ясно, что уже в конце XIX века пианино появилось в Мегри, Капане, Шуше, Агулисе.
Шушаник Арутюновна Апоян занималась исследованием истории возникновения фортепианных концертов и детской музыки армянских композиторов. Изучая архивы армянских композиторов, Апоян выяснила, что ещё до Комитаса и Саркиса Бархударяна к детской и юношеской музыке обращался Генарий Корганов: его пьесы, впервые опубликованные в Германии в конце 1880-х годов, были первыми образцами не только в истории армянского, но и закавказского музыкального искусства. Изучая архив Комитаса, Апоян обнаружила педагогическую литературу для фортепиано, а также теоретические труды известных пианистов, посвященные техническим проблемам игры на фортепиано.
Особой заслугой Шушаник Арутюновны Апоян является сбор новых ценных музыкальных материалов. Работая в Институте музыкально-эстетического воспитания Карла Орфа в Зальцбурге, в архивах Санкт-Петербургской, Московской, Львовской, Тбилисской консерваторий, Апоян привезла много интересных материалов для пополнения фонотеки Ереванской государственной консерватории и Общественного радио Армении, редкие записи выдающихся исполнителей. Она также собирала материалы о жизни и творческом пути музыкантов. В личном архиве Апоян хранятся более 200 писем от известных музыкантов.
В течение 60 лет работы Апоян опубликовала свыше 100 авторитетных трудов, в числе которых монографии «Фортепианная музыка Советской Армении», «Роберт Андриасян», «История армянского фортепианного искусства. 1850—1920 года», «Незабываемые имена, очерки о пианистах-армянах», статьи «Армянская советская камерная фортепианная музыка», «Армянская фортепианная музыка в досоветский период развития», «Пианист Арам Татулян», также статьи для Армянской советской энциклопедии и Российской музыкальной энциклопедии. Согласно Льву Ароновичу Баренбойму: «научные работы Апоян отличают эрудиция, умение свободно оперировать материалами и обобщать их, умение свободно показывать то или иное конкретное явление пианистического искусства в соотношении с широким общекультурным фоном».
Первая монография Шушаник Арутюновны Апоян «Фортепианная музыка советской Армении», изданная в 1968 году в Ереване, стала основой и первым источником для изучения фортепианного творчества армянских композиторов. Этот труд был официально рекомендован в качестве учебного пособия для советских консерваторий. Таким образом, монография получила известность не только в Армении, но и за её пределами.
Труд Шушаник Арутюновны Апоян «История армянского фортепианного искусства. 1850—1920 года», изданный в Ереване в 2006 году, посвящён историческим и общественным предпосылкам становления и развития армянского фортепианного искусства, исследованию жизни и творчества талантливых армянских композиторов и пианистов, таких как Никогайос Тигранян, Александр Спендиаров, Саркис Бархударян, Комитас. В труде нашли место ранее не известные факты, а также редкие фотографии из личных архивов музыкантов.
Монография «Незабываемые имена, очерки о пианистах-армянах» (Ереван, 2008) рассказывает о представителях армянской музыкальной культуры, чья деятельность протекала не только в Армении и Закавказье, но и в России, странах Западной Европы. Герои книги — пианисты-армяне: Кароль Микули (ученик Фредерика Шопена), Стефан Эльмас (ученик Ференца Листа), Ольга Калантаровна Калантарова, Анаида Степановна Сумбатян, Елена Абгаровна и Евгения Абгаровна Адамян, Маргарита Ивановна Мириманова, Мария Николаевна Каламкарян, Арно Арутюнович Бабаджанян, Мария Степановна Гамбарян, Самвел Сумбатович Алумян и другие. В книге есть также очерк, посвящённый периоду работы в Армении русского пианиста и педагога Константина Николаевича Игумнова. Книга вызвала широкий резонанс среди музыкальной общественности многих стран, о ней были высказаны восторженные отзывы многих музыкантов, в том числе заслуженной артистки РФ, пианистки М. С. Гамбарян, доктора искусствоведения А. В. Малиновской, кандидата искусствоведения, профессора Н. П. Корыхаловой. Так высказался о книге Александр Арутюнян — народный артист СССР, композитор, профессор: «Книгу Шушаник Апоян „Незабываемые имена“ можно назвать бесценной энциклопедией армянского музыкального искусства. Она даёт широкую панораму жизни и деятельности пианистов-армян не только в Армении, но и в других странах на протяжении огромного периода, начиная со второй половины XIX века до наших дней. Одним из больших достоинств работы — использованный в ней богатый фактологический материал, порой возможно даже неизвестный историкам музыки. Он свидетельствует о чисто человеческой и творческой связи армян-пианистов с выдающимися мастерами европейской и русской музыкальной культуры XIX и XX веков. Среди них: Ференц Лист, Фредерик Шопен, Ферруччо Бузони, Леопольд Годовский, Александр Константинович Глазунов, Фёдор Иванович Шаляпин, Сергей Сергеевич Прокофьев, Константин Николаевич Игумнов, Леонид Борисович Коган, Мстислав Леопольдович Ростропович, Владимир Давидович Ашкенази. В результате этого, значение книги выходит за пределы армянской музыкальной культуры. Книга является весомым вкладом в историю армянского искусства в области пианизма».

## Награды и звания
- Медаль Мовсеса Хоренаци (3 сентября 2011) — по случаю 20-летия независимости Республики Армения, за выдающиеся творческие достижения в области искусства и культуры[21][22].
- Медаль «В ознаменование 100-летия со дня рождения Владимира Ильича Ленина» (1970)[11].
- Медаль «Ветеран труда» (1985)[11].
- Профессор Ереванской государственной консервотории (1987)[11].
- Доцент Ереванской государственной консервотории (1970)[11].